# Sachsenwald-Gebiet
Sachsenwald-Gebiet este o arie protejată (arie de protecție specială avifaunistică — SPA) din Germania întinsă pe o suprafață de 7.479 ha, integral pe uscat.

## Localizare
Centrul sitului Sachsenwald-Gebiet este situat la coordonatele 53°31′55″N 10°22′05″E / 53.5319°N 10.3681°E.

## Înființare
Situl Sachsenwald-Gebiet a fost declarat arie de protecție specială avifaunistică în septembrie 2004 pentru a proteja 15 specii de animale.

## Biodiversitate
Situată în ecoregiunea atlantică, aria protejată nu include niciun habitat protejat.
La baza desemnării sitului se află mai multe specii protejate de  păsări (15): minunița (Aegolius funereus), pescăruș albastru (Alcedo atthis), buha (Bubo bubo), barză neagră (Ciconia nigra), mierla de apă (Cinclus cinclus), ciocănitoarea de stejar (Dendrocopos medius), ciocănitoare neagră (Dryocopus martius), muscar negru (Ficedula hypoleuca), muscar (Ficedula parva), ciuvică (Glaucidium passerinum), Grus grus grus, codalb (Haliaeetus albicilla), sfrâncioc roșiatic (Lanius collurio), gaia roșie (Milvus milvus), viespar (Pernis apivorus).